# Saint-Paulien (écrivain)
Pour les articles homonymes, voir Saint-Paulien et Sicard.
Maurice Ivan Sicard, connu sous le pseudonyme de Saint-Paulien, né le 21 avril 1910 au Puy-en-Velay (Haute-Loire) et mort le 10 décembre 2000 à Jarnac (Charente), est un journaliste, écrivain et homme politique français.
D'abord journaliste antifasciste, antimilitariste et pacifiste, Maurice Ivan Sicard adhère au Parti populaire français (PPF) en 1936 et devient rédacteur en chef de L'Émancipation nationale. Rallié à la Collaboration, il écrit notamment la célèbre brochure antisémite Je vous hais. Après la Libération, il se réfugie en Espagne avant de revenir en France et continuer sa carrière d'écrivain sous le pseudonyme de "Saint-Paulien".

## Biographie
Maurice Sicard est né au Puy-en-Velay dans la Haute-Loire. Sa famille est d'origine paysanne et de tradition militaire (sa mère était enseignante et son père, capitaine dans un régiment d'infanterie, est mort au champ d'honneur pendant la guerre de 1914-1918).
Pupille de la Nation, il arrive à Paris à l’âge de dix ans et fait ses études au lycée Condorcet. Un temps professeur de français, il se lance ensuite dans le journalisme et collabore au magazine Voilà et au quotidien Le Petit Journal. Il fonde en 1932 l’hebdomadaire Le Huron, classé à gauche. Il est aussi le rédacteur en chef des hebdomadaires Germinal et Spectateur. On trouve aussi des articles sous sa signature dans le bimensuel Lectures du soir en 1931.

### Engagement politique
Le futur écrivain Saint-Paulien est originaire de l’extrême gauche antifasciste sans être passé par le parti communiste. Son hebdomadaire, Le Huron, est une feuille pacifiste d'ultra-gauche, qui diffuse un message antibourgeois et révolutionnaire.
En 1933, Sicard est encore violemment antinazi. Son journal traite Hitler de fantoche, dénonce les atrocités commises par les chemises brunes et condamne cette odieuse régression de l'antisémitisme. Il se proclame hostile aux « morveux de l’Action française », aux « cafards des Jeunesses patriotes », et méfiant à l’égard de tout rapprochement avec la bourgeoisie.
En 1934, il soutient Gaston Bergery, qui lui aussi est un pacifiste et un antifasciste actif après le 6 février 1934.
En 1936, il adhère au Parti populaire français (PPF) de Jacques Doriot dès sa fondation, et entre en 1939 au bureau de ce parti. Il devient rédacteur en chef de l'organe des jeunes doriotistes, Jeunesse de France, chef des informations du quotidien La Liberté en 1937, puis rédacteur en chef de l'organe central du PPF, L'Émancipation nationale. Il prône le rapprochement franco-allemand et commence à s'en prendre aux Juifs tout en se défendant d'être antisémite.
Partisan de la réconciliation franco-allemande, il est mobilisé en 1939 et 1940, puis suit Jacques Doriot dans sa politique de collaboration. Il édite en 1944 la brochure antisémite Je vous hais, écrite en collaboration par Henry Coston et Georges Montandon. Secrétaire à la presse et à la propagande du PPF, il est en 1945 adjoint politique de Doriot à la présidence du Comité de libération anti-bolchevique, créé en Allemagne après la Libération.
Réfugié en Espagne fin 1946, il est condamné par contumace, par la cour de justice de la Seine, aux travaux forcés à perpétuité, avant d'être amnistié en 1957.

### Carrière littéraire après-guerre
Il prend le pseudonyme littéraire de « Saint-Paulien » en 1950, du nom d’un village de sa Haute-Loire natale.
En 1957, après treize ans d'exil, il se livre à la justice française et fait l'objet d'une grâce amnistiante.
Il entame alors une carrière d'historien de l'art et de romancier. Il écrit des ouvrages consacrés notamment à l'art, mais également, sous une forme plus ou moins romancée, à l'histoire de la collaboration. Il publie Les Maudits, ouvrage en deux tomes  consacré aux SS français.
Il collabore à plusieurs journaux français et espagnols, dont en France Rivarol, Écrits de Paris, Minute, Lectures françaises et Spectacle du monde.
Passionné de rugby, il est pendant quatre ans entraîneur et directeur technique de la section de rugby à XV de l'Atletico de Madrid.

## Œuvres
- Mémoires de JO la terreur, N.E.L, 1934.
- Celui qui aime écrire sur les murs, Nignolet Storz 1935.
- Vive la France, éd. de France, 1943 (« prix de la France aryenne » en 1944, décerné par le Cercle aryen de Paul Chack).
- Doriot ou la guerre du rif. Études et documents, 1943.
- La Commune de Paris contre le communisme, préface de Pierre Dutilleul, illustre par Ralph Soupault. Études et documents, 1er trimestre 1944.

### Sous le pseudonyme de Saint-Paulien
- Le Soleil des morts, 1953, roman.
- Double-Cœur, Plon, 1954, roman.
- Aurelia, Fayard, 1957, roman.
- Les Maudits, tome 1 La bataille de Berlin, Plon, 1958[11].
- Les Maudits, tome 2 Les rescapés de la bataille de Berlin, 1958.
- Les Lions morts, Plon, 1958. nouvelle édition des deux tomes des Maudits.
- J'ai vu vivre l'Espagne, Fayard 1958.
- Le Courrier de Lutèce, Fayard, 1959.
- Saint Vincent Borgia l'expiateur, Fayard, 1959.
- Les défenseurs, Fayard, 1960.
- Velasquez et son temps, Fayard, 1961.
- L'Espagne que j'aime. (collectif), « Présenté par Joseph Peyre, légendé par Marc Bernard et raconté par Saint-Paulien », Éd. Sun 1961.
- La Main de gloire, Fayard, 1962, Roman.
- La Sonate impossible, Fayard 1963
- Histoire de la collaboration (préf. Abel Bonnard), L'esprit nouveau, 1964, Il consacre, dans cet ouvrage, une importante place à ses activités au PPF.
- Goya, son temps, ses personnages Plon, 1965, prix Charles-Blanc de l’Académie française en 1966.
- Don Juan, mythe et réalité Plon, 1967, prix Alfred-Née de l’Académie française en 1968.
- La contre révolution Africaine, France-Empire, 1967.
- Pourquoi j'ai perdu la guerre, par Adolf Hitler : Mémoires d'outre tombe, Éditions du Clan, 1968, l'« autobiographie » d'Adolf Hitler.
- Histoire de la corrida, Fayard, 1968.
- Le Tombeau d'Abel Bonnard, Liège, Dynamo, coll. « Brimborions » (no 175), 1968 (réimpr. 1969), 18 p. (BNF 35785590)  — édition tirée à 51 exemplaires.
- Le Lion Lilas, Mercure de France, 1974, prix Paul Flat de l’Académie française.
- Traduction française de La guerre inconnue, par Otto Skorzeny, Albin Michel, 1975.
- Napoléon Balzac ou l'empire de la Comédie humaine, (préface d'Armand Lanoux de l’Académie Goncourt), Albin Michel, 1979.
- Robespierre ou les dangers de la vertu, La Table Ronde, 1984.
- Napoléon, Hitler, deux époques, un destin édité en 1999 par les éditions Gergovie.